# Magura (1059 m)
Magura (1059 m) – szczyt w Wielkiej Fatrze na Słowacji.
Znajduje się w długim grzbiecie tworzącym lewe zbocza Ľubochniańskiej doliny (Ľubochnianska dolina), pomiędzy szczytami Tlstý diel (990 m) i Nižná Lipová (1162 m). Ma dwa wierzchołki. W grzbiecie głównym znajduje się niższy z nich o nazwie Vyšné Rudno (ok. 1050 m). Właściwy wierzchołek Magury znajduje się na północny zachód od niego. Stoki wschodnie opadają do Ľubochniańskiej doliny, zachodnie do Kotliny Turczańskiej w miejscowości Nolčovo. Wszystkie są pocięte dolinkami potoków.
Magura jest porośnięta lasem, ale w szczytowych partiach znajduje się hala pasterska, dzięki czemu jest ona dobrym punktem widokowym. Grzbietem biegnie granica Parku Narodowego Wielka Fatra – należą do niego stoki wschodnie, opadające do dna Ľubochniańskiej doliny.

## Turystyka
Przez Magurę i grzbietem nad Ľubochnianską doliną prowadzi czerwony szlak turystyczny (Magistala Wielkofatrzańska). Omija on w niewielkiej odległości szczyt Magury, prowadząc przez Vyšné Rudno. Przez szczyt Magury natomiast prowadzi żółty szlak z Nolčova.
  Ľubochianske sedlo – Tlstý diel – Vyšne Rudno – sedlo Príslop – Chládkové – Kľak – Vyšná Lipová – Jarabiná – Malý Lysec – Štefanová – Javorina – Šoproň – Chata pod Borišovom. Odległość 24,1 km, suma podejść 1850 m, suma zejść 1350 m, czas przejścia 9:05 h, z powrotem 8:30 h
  Nad Nolčovom – Magura – Vyšné Rudno. Odległość 3 km, suma podejść 615 m, suma zejść 10 m, czas przejścia 2:10 h, z powrotem 1:30 h